# Stationierungskonzept 2011
Das Stationierungskonzept 2011, kurz für Konzept zur Stationierung der Bundeswehr in Deutschland, ist ein Konzept, in dem festgelegt wurde, wo und in welchem Umfang die Bundeswehr in Deutschland künftig Standorte mit wie vielen Dienstposten unterhalten wird. Der damalige Bundesverteidigungsminister, Thomas de Maizière (CDU), stellte es im Oktober 2011 dem Bundeskabinett vor. Das Konzept ist neben der Aussetzung der Wehrpflicht in Deutschland zum 1. Juli 2011 ein weiterer grundlegender Reformschritt im Zuge der 2010 beschlossenen Neuausrichtung der Bundeswehr.
Aufgrund des Stationierungskonzepts sollten 31 Bundeswehrstandorte geschlossen werden. Ein Standort entspricht in der Regel einer politischen Gemeinde. Dieser kann mehrere Liegenschaften, z. B. Kasernenanlagen, umfassen. Gemeinden, in denen weniger als 15 Dienstposten ausgewiesen sind, zählen nicht als Standorte. Dies betrifft beispielsweise die zahlreichen Karriereberatungsbüros und die Güteprüfstellen der Bundeswehr. An 91 Standorten sollte der Dienstpostenumfang um mehr als 50 Prozent oder mehr als 500 Dienstposten reduziert werden.
Im August 2019 gab das Bundesministerium der Verteidigung bekannt, dass neben neun Munitions- und Materialdepots weitere elf Liegenschaften aufgrund der Trendwenden Personal und Material nicht aufgegeben werden.
Die 2011 beschlossenen Standortschließungen und -reduzierungen sind (Stand: 2019) noch nicht vollständig umgesetzt worden. Nach ursprünglicher Planung sollte die Bundeswehr nach Umsetzung des Konzepts an 264 Standorten mit 15 oder mehr Dienstposten vertreten sein.